# 塔野
塔野（とうの）は福岡県北九州市八幡西区の町。塔野一丁目から三丁目の町がある。住居表示実施済み。郵便番号は807-0085。

## 地理
八幡西区の中部西端に位置し、北に春日台、北東に下上津役元町、東に下上津役、南東に大平台と接する。また、南から西に中間市と接する。

## 地域の特徴
閑静な住宅街で、西側に向かって上り勾配となっている。

一丁目に塔野小学校，塔野保育園，塔野市民センター、二丁目に塔野西年長者いこいの家がある。

## 歴史
この辺りはかつて大字下上津役の字、塔野と呼ばれていた地域である。一丁目の塔野小学校の敷地は、かつて採炭により空池となった垣生池だった場所である。

### 沿革
- 1981年（昭和56年）6月1日 - 塔野一丁目 - 三丁目新設[5]。
- 1983年（昭和58年）6月1日 - 大字下上津役の一部が塔野一丁目・三丁目に編入[6]。
- 1984年（昭和59年）6月1日 - 大字下上津役の一部が塔野二丁目に編入[7]。

### 町名の変遷
| 実施内容          | 実施年月日               | 実施後     | 実施前             |
| ----------------- | ------------------------ | ---------- | ------------------ |
| 町名新設 住居表示 | 1981年（昭和56年）6月1日 | 塔野一丁目 | 大字下上津役の一部 |
| 町名新設 住居表示 | 1981年（昭和56年）6月1日 | 塔野二丁目 | 大字下上津役の一部 |
| 町名新設 住居表示 | 1981年（昭和56年）6月1日 | 塔野三丁目 | 大字下上津役の一部 |

## 世帯数と人口
2025年（令和7年）3月31日現在（北九州市発表）の世帯数と人口は以下の通りである。
| 町         | 世帯数  | 人口    |
| ---------- | ------- | ------- |
| 塔野一丁目 | 283世帯 | 588人   |
| 塔野二丁目 | 205世帯 | 396人   |
| 塔野三丁目 | 210世帯 | 412人   |
| 計         | 698世帯 | 1,396人 |

### 人口の変遷
国勢調査による人口の推移。
| 1995年（平成7年）  | 1,871人 | [ 9 ]  |  |
| 2000年（平成12年） | 1,777人 | [ 10 ] |  |
| 2005年（平成17年） | 1,724人 | [ 11 ] |  |
| 2010年（平成22年） | 1,612人 | [ 12 ] |  |
| 2015年（平成27年） | 1,591人 | [ 13 ] |  |
| 2020年（令和2年）  | 1,572人 | [ 14 ] |  |

### 世帯数の変遷
国勢調査による世帯数の推移。
| 1995年（平成7年）  | 579世帯 | [ 9 ]  |  |
| 2000年（平成12年） | 578世帯 | [ 10 ] |  |
| 2005年（平成17年） | 589世帯 | [ 11 ] |  |
| 2010年（平成22年） | 562世帯 | [ 12 ] |  |
| 2015年（平成27年） | 570世帯 | [ 13 ] |  |
| 2020年（令和2年）  | 562世帯 | [ 14 ] |  |

## 学区
市立小・中学校に通う場合、学区は以下の通りとなる。
| 町         | 街区 | 小学校               | 中学校               |
| ---------- | ---- | -------------------- | -------------------- |
| 塔野一丁目 | 全域 | 北九州市立塔野小学校 | 北九州市立沖田中学校 |
| 塔野二丁目 | 全域 | 北九州市立塔野小学校 | 北九州市立沖田中学校 |
| 塔野三丁目 | 全域 | 北九州市立塔野小学校 | 北九州市立沖田中学校 |

## 施設

### 公共施設
- 北九州市立塔野市民センター

### 教育施設
- 北九州市立塔野小学校

### 社会福祉施設
- 育英会塔野保育園
- 塔野西年長者いこいの家

### 公園
- 塔野西公園
- 塔野南公園